# 笠松町総合会館
笠松町総合交流センター（かさまつちょうそうごうこうりゅうセンター）は、岐阜県羽島郡笠松町にある複合施設。旧称は笠松町総合会館。
正式名称は総合交流センター。笠松町役場下羽栗支所を併設する。

## 概要
1999年（平成11年）竣工。
文化ホール、体育館、地域コミュニティーセンターなどがある複合施設である。また、行政施設として笠松町役場下羽栗支所を併設する。
2023年（令和5年）10月1日に文化・教養・福祉拠点の施設から社会教育・まちづくり拠点の施設へ変更。同時に「総合交流センター」に改称。

## 施設
1階
笠松町役場下羽栗支所、事務室、図書室、ホール（アリーナ）、プレイルーム、トレーニングルーム
2階
会議室（2部屋）、軽スポーツ室

## 利用案内

### 総合会館
利用時間
午前9：00～午後9：30
休館日
年末年始（12月29日～1月3日）

### 図書室
笠松町在住・在勤・在学者、近隣市町村（岐阜市・羽島市・各務原市・岐南町）在住者が利用可能。貸出冊数は図書5冊まで、雑誌3冊まで。貸出期限は14日以内。
利用時間
午前9：00～午後4：30（夏休み期間中は午前9：00～午後5：00まで）
休室日
毎月最終金曜日（当該金曜日が休日の場合はその前日）、年末年始（12月29日～1月3日）、笠松町の行事日（春まつり、リバーサイドカーニバル、町民運動会など）

### 笠松町役場下羽栗支所
笠松町役場の支所として、住民票、住民票記載事項証明書の交付、印鑑登録証明書の交付、戸籍謄抄本の交付、戸籍の附票の交付、身分証明書の交付、地方税に関する証明書の交付などを行う。
利用時間
午前8：30～午後5：15
閉庁日
土曜日、日曜日、祝祭日、年末年始（12月29日～1月3日）

## 交通アクセス
- 笠松町公共施設巡回町民バス「総合会館」停留所より徒歩ですぐ。
- 名鉄名古屋本線・竹鼻線 笠松駅下車、徒歩で約40分。

## 周辺施設
- 笠松町立下羽栗小学校
- 笠松町下羽栗会館
- 岐阜羽島警察署下羽栗警察官駐在所
- 愛生病院
- 河野円城寺
- トンボ天国
- 河川環境楽園